# Palazzo in Piazza Sedil Capuano n.243
Il Palazzo in Piazza Sedil Capuano n.243 è un edificio di valore storico e architettonico di Napoli, situato nell'omonima piazza.

## Storia
Esso venne eretto nel XV secolo per poi essere rinnovato nel XVII secolo e anche nel XIX secolo.

## Descrizione
Consiste in un edificio di quattro piani (un ammezzato e tre superiori) con una sequenza di androne, cortile e portico sulla parete di fondo. Quest'ultimo è formato da due archi uno più ampio del periodo catalano dietro il quale è situata la scala e uno più piccolo di forma tonda. Un altro arco in stile catalano, preservatosi intatto, occupa la parete sinistra del cortile.
Di gran pregio è il portale seicentesco in piperno che forma un tutt'uno con il balcone del piano nobile grazie a delle apposite mensole e volute. Nei rifianchi tra l'arco del portale e il balcone sono scolpiti dei fiori decorativi.
Riguardo agli interni va segnalata la presenza di alcune volte affrescate in un appartamento del piano nobile.

## Altre immagini

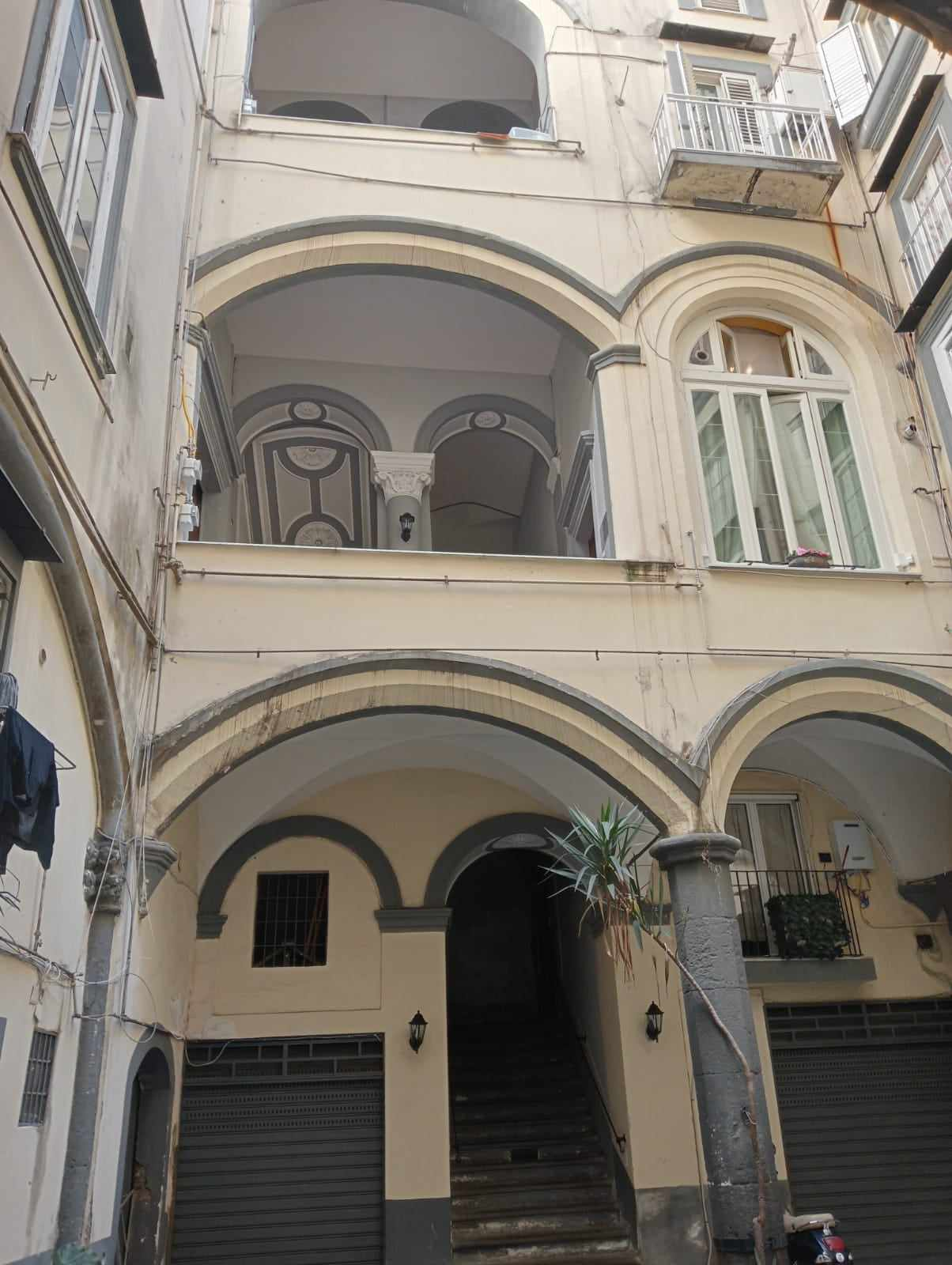
La scala
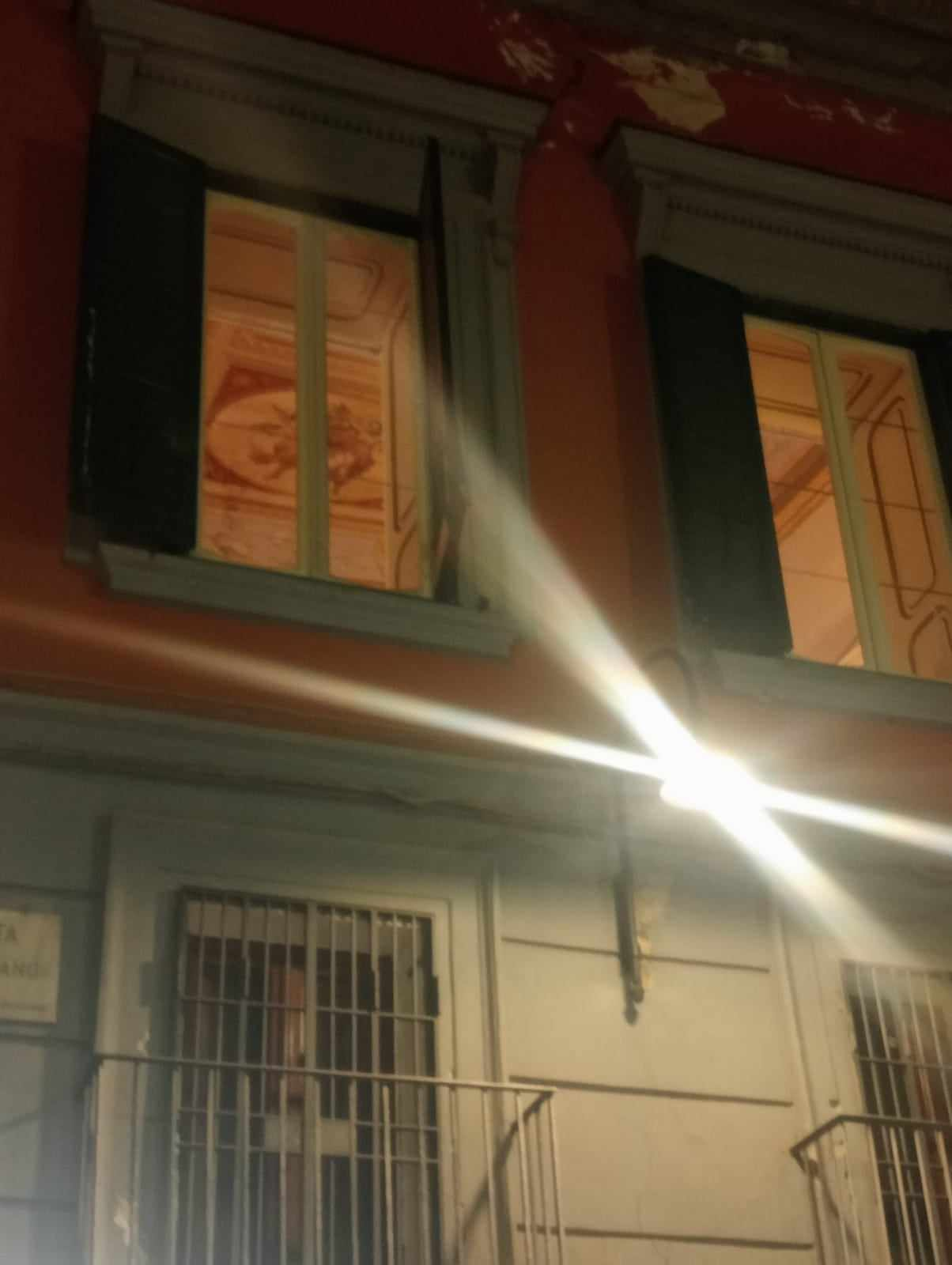
Una volta affrescata vista dall'esterno